# 10064 Hirosetamotsu
10064 Hirosetamotsu eller 1988 UO är en asteroid i huvudbältet, som upptäcktes den 31 oktober 1988 av den japanske amatörastronomen Takuo Kojima i Chiyoda. Den är uppkallad efter Tamotsu Hirose.
Asteroiden har en diameter på ungefär 10 kilometer.